# Jessore–Jhenidah Light Railway
| Streckenlänge: | 46,5 km + 12,5 km = 59 km |                          |                          |
| Spurweite: | 762 mm (Schmalspur)       |                          |                          |
| Maximale Neigung: | 6,6 ‰                     |                          |                          |
| Minimaler Radius: | 116 m                     |                          |                          |
| |                           |                          |                          |
| \| \| km \| \| \| \| \| 0 \| Bahnhof Jessore Junction \| Bahnhof Jessore Junction \| \| \| 6,4 \| Khairtola \| Khairtola \| \| \| 8,8 \| Churamankati \| Churamankati \| \| \| 12,0 \| Haibatpur \| Haibatpur \| \| \| 17,7 \| Muradgarh \| Muradgarh \| \| \| 18,9 \| Mithapukharia \| Mithapukharia \| \| \| 22,5 \| Pirojpur \| Pirojpur \| \| \| 28,9 \| Dulalmundia \| Dulalmundia \| \| \| 30,5 \| Shibnagore Junction \| Shibnagore Junction \| \| \| \| \| \| \| \| +7,2 \| Gheeghati \| Gheeghati \| \| \| + 12,5 \| Kotchandpur \| Kotchandpur \| \| \| 36,6 \| Prasannanagar \| Prasannanagar \| \| \| 39,4 \| Bishaikhali \| Bishaikhali \| \| \| 46,5 \| Jhenidah \| Jhenidah \| \| \| \| \| \| \| Quellen: [1] \| \| \| \| |                           |                          |                          |
| | km                        |                          |                          |
| Kopfbahnhof Streckenanfang (Strecke außer Betrieb) | 0                         | Bahnhof Jessore Junction | Bahnhof Jessore Junction |
| Haltepunkt / Haltestelle (Strecke außer Betrieb) | 6,4                       | Khairtola                | Khairtola                |
| Haltepunkt / Haltestelle (Strecke außer Betrieb) | 8,8                       | Churamankati             | Churamankati             |
| Haltepunkt / Haltestelle (Strecke außer Betrieb) | 12,0                      | Haibatpur                | Haibatpur                |
| Haltepunkt / Haltestelle (Strecke außer Betrieb) | 17,7                      | Muradgarh                | Muradgarh                |
| Haltepunkt / Haltestelle (Strecke außer Betrieb) | 18,9                      | Mithapukharia            | Mithapukharia            |
| Haltepunkt / Haltestelle (Strecke außer Betrieb) | 22,5                      | Pirojpur                 | Pirojpur                 |
| Haltepunkt / Haltestelle (Strecke außer Betrieb) | 28,9                      | Dulalmundia              | Dulalmundia              |
| Haltepunkt / Haltestelle (Strecke außer Betrieb) | 30,5                      | Shibnagore Junction      | Shibnagore Junction      |
| Abzweig geradeaus und nach links (Strecke außer Betrieb) · Strecke von rechts (außer Betrieb) |                           |                          |                          |
| Strecke (außer Betrieb) · Haltepunkt / Haltestelle (Strecke außer Betrieb) | +7,2                      | Gheeghati                | Gheeghati                |
| Strecke (außer Betrieb) · Kopfbahnhof Streckenende (Strecke außer Betrieb) | + 12,5                    | Kotchandpur              | Kotchandpur              |
| Haltepunkt / Haltestelle (Strecke außer Betrieb) | 36,6                      | Prasannanagar            | Prasannanagar            |
| Haltepunkt / Haltestelle (Strecke außer Betrieb) | 39,4                      | Bishaikhali              | Bishaikhali              |
| Kopfbahnhof Streckenende (Strecke außer Betrieb) | 46,5                      | Jhenidah                 | Jhenidah                 |
| |                           |                          |                          |
| Quellen: |                           |                          |                          |

Die Jessore–Jhenidah Light Railway war eine Schmalspurbahn mit einer Spurweite von 762 mm (2 Fuß 3 Zoll) in Britisch-Indien, dem heutigen Bangladesch.
Die Strecke von Jessore nach Jhenidah verlief in der Verwaltungseinheit Khulna im Südwesten des Landes. Sie wurde mit einer Streckenlänge von 46,5 km im Jahr 1913 eröffnet. Gleichzeitig wurde der Kotchandpur Branch genannte, 12,5 km lange Abzweig von Kaliganj (heute: Shibnagore) nach Kotchandpur eröffnet, wodurch sich eine Gesamtstreckenlänge von 59 km ergab. Die Strecke wurde von der Jessore Jhenidah Railway Company, einem durch das District Board of Jessore unterstützten Privatunternehmen, das 1913 gegründet worden war, gebaut und betrieben.
Der indische Staatssekretär bestätigte, dass das neue Unternehmen all diese Rechte und Konzessionen innehatte, um die Strecke auf einem Streifen mit der maximalen Breite von 1,82 m (6 Fuß) auf einer Seite der öffentlichen Straße von Jessore nach Jhenidah, Kalinganji und Kotchandupr zu bauen und zu nutzen. Die Gleise bestanden aus 30 Pfund Flachfußschienen, die größtenteils auf Salbaum-Schwellen verlegt wurden. Das Gleisbett bestand nahezu über die gesamte Länge aus Ziegeln. Die Strecke war nicht eingezäunt. Die engsten Gleisbögen hatten einen Radius von 116 m (382 Fuß). Die Nenn-Steigung betrug 1 : 150 (6,6 ‰).
Das Management der Eisenbahn hatte einen schlechten Ruf. In einem offiziellen Bericht von 1915 wurde erwähnt, dass die Mitarbeiter nicht einmal einen ihrer Vorgesetzten beim Namen nennen konnten.
Am 24. September 1924 wurde die Jessore Jhenidah Railway Company liquidiert, wobei das gesamte Vermögen sowie die Rechte und Privilegien an das Jhenidah Railway Syndicate Ltd übertragen wurden.
Das Unternehmen wurde nach der von der indischen Regierung 1926 eingeführten Indian Railway Classification als Eisenbahn der Klasse III eingestuft.
1936 war die Gesellschaft im Besitz von 7 Lokomotiven, 1 Triebwagen, 21 Personen- und 40 Güterwagen.
Laut unbestätigten Berichten wurde das Management der Jessore-Jhenidah Railway zu einem späteren Zeitpunkt von der McLeod's Light Railways (McLR), einem Tochterunternehmen der Londoner Management Agentur McLeod Russell & Co. Ltd., übernommen. Am 1. Juli 1967 wurden die McLeod's Light Railways mit der South Eastern Railway vereinigt. Die Bahnlinie wurde 1969 abgebaut.